# Can Català (Mataró)
Can Català és una masia barroca de Mataró (Maresme) protegida com a bé cultural d'interès local.

## Descripció
Edifici civil. Masia de planta rectangular, formada per uns baixos i dos pisos i coberta per una teulada a doble vessant amb el carener perpendicular a la façana. Destaca la façana barroca, interessant per la seva capçalera o coronament, de maó, que combina les línies concavoconvexes. Totes les obertures excepte les que han estat realitzades posteriorment presenten llinda, ampit i brancals realitzats amb carreus de pedra, de la mateixa manera que els angles de l'edifici. A la façana principal presenta tres obertures a cada planta. A la part posterior hi ha un cos annex, que és un celler cobert amb una teulada de tres vessants.

## Història
Malgrat que l'obra major que es conserva avui és barroca, hi ha documentació des del segle xiv.